# Ifurin
Ifurin era el infierno de los galos, que representaban como un antro muy hondo y horrible, donde no podía penetrar el sol, lleno de insectos venenosos, reptiles y fieras hambrientas.
Los malos eran cruelmente atormentados y devorados en el Ifurin por todos los animales; pero luego volvían a recobrar su primitiva forma para volver a ser nuevamente devorados, y así una y otra vez.